# 侯挚
侯挚（？—1233年），字莘卿。金朝大臣，原名师尹，因避讳改名。东平府东阿县（今山东省东阿县西南）人。
金章宗明昌二年（1191年）侯挚中进士，承安年间，为山东路盐使司判官。泰和元年（1201年），因侯挚课增四分，迁官二阶。泰和八年（1208年）七月，追官一阶，降授长武县令。贞祐初年，侯挚为户部主事。当时蒙古帝国大军围燕京，侯挚担任中都麴使，请出外募军，因功擢升为右补阙。贞祐二年（1214年）正月，侯挚为西山招抚。金宣宗南渡，侯挚转任劝农副使，提控紫荆关，迁行六部侍郎。贞祐三年（1215年），为太常卿，行尚书六部事，筹措军粮。上奏皇帝治国九事，亟言时弊，请求朝廷严纲纪、选猛将，恤百姓、督民运粮，筹措军饷等，一些被金宣宗采纳。拜参知政事，于河北行尚书省。贞祐四年（1216年），擢尚书右丞。红袄军六万人马攻陷山东泰安等十余县，声势很大。侯挚于东平行省事，权本路兵马都总管，率军镇压郝定领导的红袄军。他治军严谨，督师镇压，斩首千余，招降红袄军石花五、夏全等二万余人，以功升资德大夫兼三司使。兴定二年（1218年），再次行省河北，兼行三司安抚事。兴定三年（1219年），设立汴京东西南三路行三司，侯挚居中总领其事。兴定四年（1220年）迁荣禄大夫后辞官。金哀宗天兴元年（1232年）起复进官平章政事，封萧国公。后致仕。天兴二年（1233年），蒙古军攻下汴京，侯挚被乱兵所杀。

## 延伸阅读
[在维基数据编辑]
 《金史/卷108》，出自脱脱《遼史》